# Ri Coëme

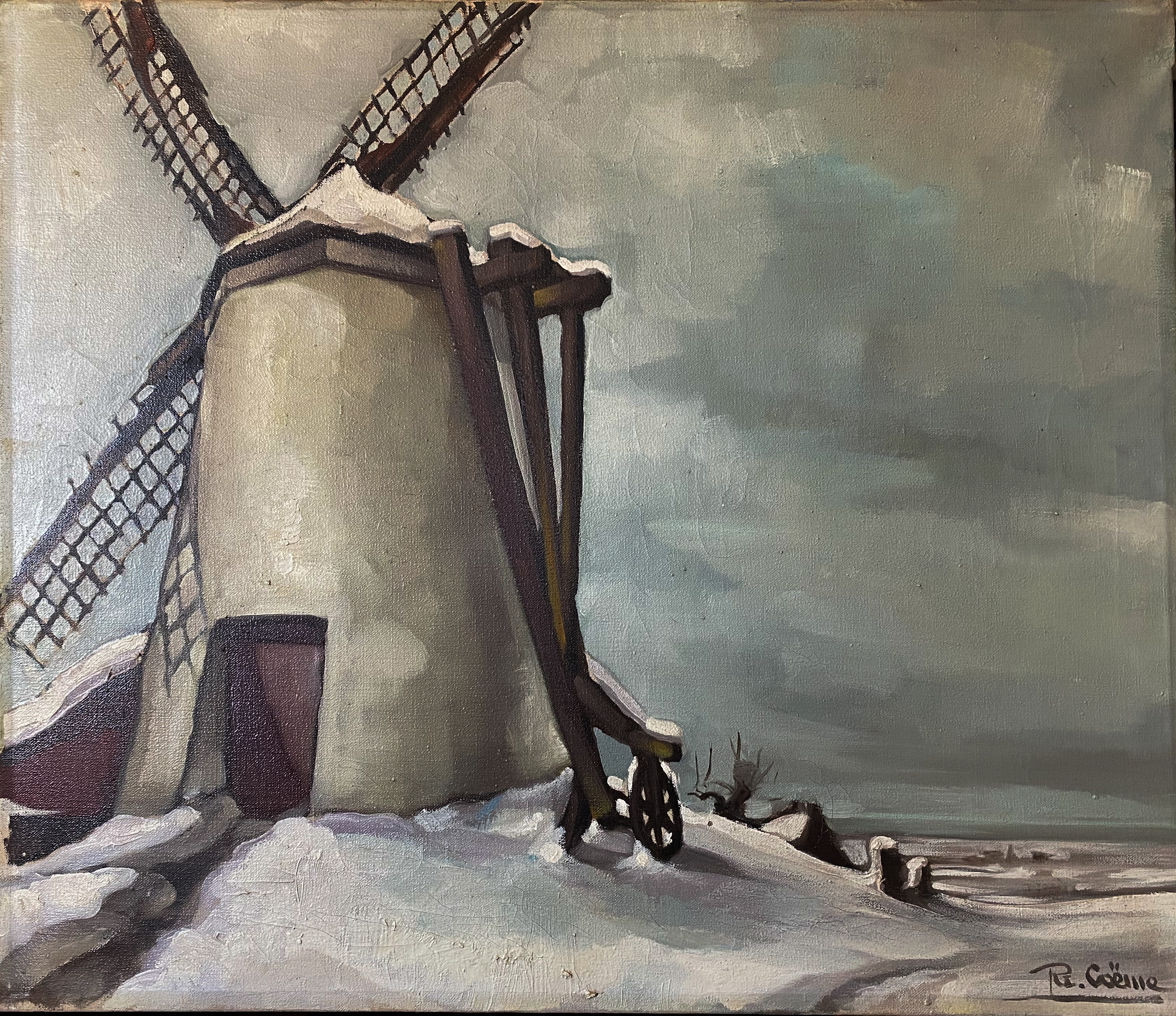
Molen in winterlandschap

Ri-Coëme (Sint-Truiden, 10 februari 1914 – Antwerpen, 3 juli 1979) was een Belgisch schilder, glazenier en kunstenaar.

## Levensloop

### Jeugd
Ri Coëme werd geboren in het gezin Coëme-Neys, dat in de Plankstraat, een handelsstraat in Sint-Truiden, woonde. Vader Lambert Coëme was een uit Wallonië afkomstige vertegenwoordiger, moeder Gustavine Neys bezat een winkel in luxueus linnengoed en bruidskledij.
In 1921 werd de zevenjarige Ri Coëme, uitzonderlijk jong, bij F. Thommis en G. Gilen toegelaten tot de Stadstekenschool in Sint-Truiden. Het werd al vlug duidelijk dat tekenen en schilderen zijn leven was en dat werd gestimuleerd door zijn moeder en kunstschilder Lambert Lemmens, die hij in 1925 op school leerde kennen. Bij Lemmens leerde hij het expressionisme kennen, een stijl die hij zich later zou toe-eigenen.
Lambert Coëme was een meer praktisch ingesteld man, die niet geloofde dat zijn zoon ooit van de kunst zou kunnen leven. Toch liet hij in 1926 toe dat Ri voortstudeerde aan het Hoger Instituut Sint-Lucas te Gent, op voorwaarde dat zijn zoon een nuttige richting zou volgen. Dat werd architectuur.

### Voortgezette studies en eerste arbeidsjaren
Al snel schakelde Ri Coëme over naar de richting binnenhuisarchitectuur, publiciteit en decoratieve kunst, waar hij samen met o.m. Broeder Max (Victor Van Meerbeeck) onder de vleugels van tekenleraar Gerard Hermans terechtkwam. In 1926 realiseerde hij zijn eerste schilderijen, sterk beïnvloed door Servaes en Permeke.
Met zijn diploma van het Sint-Lucas instituut trok hij in 1932 naar de Koninklijke Academie voor Schone Kunsten in Brussel voor nog twee jaar "monumentale kunst". Daar werd hij het sterkst geïnspireerd door Constant Montald en Anto Carte. Hij behaalde er eerste prijzen voor publiciteit en monumentale kunst, een huzarenstukje dat niemand hem op zo'n jonge leeftijd had voorgedaan. Op aandringen van Lambert Lemmens dong Ri Coëme mee in een wedstrijd die opgezet werd voor de Wereldtentoonstelling van 1935 in Brussel. De jury bedacht hem met de eerste prijs en de gouden palm.
Enerzijds was hij om den brode actief als schilder van reclameborden, afficheontwerper en schilderde hij een muurschildering in de Sint-Martinuskerk van Opheylissem. Anderzijds begon hij aan een oeuvre te werken, waarmee hij hoopte in zijn levensonderhoud te kunnen voorzien.

### Periode in Ronse
Louisa Wauters werd in 1937 zijn vrouw. Zijn leven veranderde drastisch: hij kreeg er een nieuwe verantwoordelijkheid bij en besloot een baan aan te nemen. In Ronse ontwierp hij bloemmotieven voor een textielfabriek, terwijl Louisa in de Prins Albertlaan een bloemenwinkel uitbaatte. Na maanden van pendelen verhuisde het gezin met een eerste dochtertje naar Ronse. De periode in Ronse werd gekenmerkt door een nieuwe thematiek en genreschilderijen als het landschap en het stilleven, genres waaraan hij trouwens al gauw weer verzaakte.
Bij het uitbreken van de oorlog vluchtte Lambert Coëme voor de Duitsers en bezocht op weg naar Frankrijk zijn zoon in Ronse. Die volgde het voorbeeld van zijn vader en trok met zijn gezinnetje, met twee dochters al inmiddels, tot diep in Frankrijk. Hij werkte er zelfs een tijdje voor de fabriek van Dassault in Toulouse. Op het eind van de zomer keerde het gezin terug naar België, en dan weer naar Ronse. De textielfabriek moest echter in 1943 sluiten door een gebrek aan grondstoffen. Intussen had de Sint-Truidense kunstenaar geïnvesteerd in een eigen galerij in de Abeelstraat, een galerij waar hij ook anderen liet exposeren.

### Terugkeer naar Sint-Truiden
Vaak was hij teruggekeerd naar Sint-Truiden, o.a. om de vrienden van de plaatselijke Kunstkring te ontmoeten en in 1944 verhuisde het gezin Coëme dan definitief naar zijn geboortestreek. Op de Tiensevest bouwde hij een moderne woning, waarvoor hij vele interieurs en meubels zelf ontwierp.

### Brandglaskunst
Na de bevrijding ging hij aan de slag als tekenaar voor een bouwfirma, gespecialiseerd in de inrichting van huizen en handelspanden. Zo raakte hij vertrouwd met gebrandschilderd glas, dat een tijdlang zijn belangrijkste broodwinning zou worden. Hij hield zich bezig met alle aspecten van het beroep, van het ontwerp tot en met de plaatsing. Ri Coëme mag ook als een van dé ontwikkelaars van het glas-in-beton in België worden beschouwd. Een aanbod van een Amerikaanse firma in die periode wees hij af omdat hij te verknocht was aan zijn leefomgeving. Niet minder dan 28 glasramen in de Basiliek van Koekelberg zijn van zijn hand.
De jaren vijftig waren een drukke, maar ook creatieve periode. Een operatie in 1958 verhielp een aanslepende rugziekte. Door zijn werk voor de talrijke kerkfabrieken en kloosterorden werd Ri Coëme in 1957 een van de medestichters van de "Pro Arte Christiana", een orgaan dat geestelijken artistiek advies voor de vernieuwde christelijke kunst verstrekte. Een jaar eerder trok door Sint-Truiden een grootschalige Sint-Trudostoet, waarvoor Coëme de kostuums en wagens ontwierp. Ook in de Franciscus- (1962), de Fruitoogst- (1967) en een volgende Sint-Trudostoet (1970) was zijn aandeel groot.

### Directeur van de Academie van Beeldende kunsten
In 1962 verhuisde Ri Coëme naar Klein-Gelmen (Heers) en richtte zijn atelier in het voormalig koetshuis in. Vier jaar later werd hij tot directeur van de Stedelijke Tekenakademie van Sint-Truiden benoemd. Op acht jaar tijd wist hij het leerlingenaantal van een dertigtal naar ruim 300 te brengen en vormde hij de instelling om tot een eigentijdse "Akademie voor Beeldende Kunsten". In 1968 ondernam Ri Coëme een reis naar Italië, waar hij zich liet inspireren door de kunstenaars uit het quattrocento en cinquecento, en in 1979 naar Sri Lanka. Die laatste reis kon zijn werk niet meer beïnvloeden, want nog geen drie maanden later overleed hij.

## Koninklijke Kunstkring Sint-Truiden
Op 23 november werd in het lokaal Capucienenbaard de stichtingsvergadering van de "St.-Truidensche Kunstkring" gehouden. De zeven jonge kunstenaars – de oudste was 22 jaar – verkozen Henri Gielen tot voorzitter. Ri Coëme, de jongste, was zestien jaar. De groep verzamelde wekelijks om samen te discussiëren en te schilderen. De vereniging stelde zichzelf als niet gering doel: "de kunst in Sint-Truiden tot ontwikkeling te brengen".
Al op 5 april 1931 opende een succesvolle eerste tentoonstelling: 850 bezoekers en 8 verkochte werken. Vier werken van Coëme vonden een koper.
In de daaropvolgende jaren ontstond een traditie van groepstentoonstellingen rond Pasen, waarvoor Coëme de affiches ontwierp. Sprekers werden uitgenodigd, zoals Huib Hoste in 1932 en de groep werd uitgebreid met o.a. Lambert Lemmens. Binnen de kunstkring werd er stevig gedebatteerd tussen aanhangers van het impressionisme en die van het expressionisme, waarbij Coëme geregeld "het hoge woord voerde".
In 1934, beïnvloed door Kunstkring "De Heecrabbers", huurden de leden de vervallen onderverdieping van een huis in de Ursulinenstraat voor een eigen tentoonstellingslokaal. Coëme stak mee de handen uit de mouwen om het pand weer toonbaar te maken. Van Kerstmis 1935 tot Nieuwjaar hield hij er de eerste solotentoonstelling. Zijn verhuizing in 1937 verminderde de contacten, maar desondanks was Coëme nog zeer geregeld in Sint-Truiden en in het lokaal. Toen de Kunstkring via E.H. Trudo Govaerts het pand "De Zoutkist" verwierf, hielp hij opnieuw enthousiast mee aan de verbouwing ervan. Bij zijn verhuizing naar Sint-Truiden koos hij voor zijn nieuw te bouwen woning een perceel op nog geen vijftig meter van de Zoutkist.
Een al bij al triviaal voorval in 1946 deed een principiële Ri Coëme beslissen afstand te nemen van de Kunstkring. De Trudofeesten in 1956, waarvoor hij terecht werd bewierrookt, namen al veel wrevel weg en nadat de vriendschapsbanden weer waren aangehaald, was Coëme opnieuw prominent aanwezig bij de groepstentoonstellingen.
Na de woelige jaren zestig, met veel voorzitterswissels en enkele diepe dalen in belangstelling en betrokkenheid, werd Coëme in 1970 tot voorzitter gekozen. Zijn voorzitterschap werd een nieuwe bloeiperiode, al kreeg de Kunstkring een andere invulling dan in de jaren 40 en 50. Er kwamen stevige banden met de "Akademie voor Beeldende Kunsten"; zo werd er vaak met OLVA (de Oud-Leerlingen Van de Akademie) samen geëxposeerd. De (inmiddels Koninklijke) Kunstkring Sint-Truiden toonde zich een trouw lid van de LFBK (Limburgse Federatie van Beeldende Kunsten). Ook het Cultureel Centrum de Bogaard, in 1973 opgericht, werd een partner in het cultureel landschap, want het bood ruimte aan groeps- en individuele tentoonstellingen voor de Kunstkring en zijn leden. Die was inmiddels zo sterk uitgebreid, met o.a. een "jongerengroep", dat de Zoutkist bijna te klein werd.
Toen Coëme in 1979 vrij onverwacht overleed, engageerde de Kunstkring zich mee voor de postume retrospectieve in 1980. Coëmes praktische, bestuurlijke en organisatorische vernieuwingen zouden nog ruim twintig jaar een sterke invloed hebben en zijn heden nog steeds een inspiratiebron.

## Musea, kerken en openbare gebouwen
Schilderijen en grafisch werk
- Ronse, Museum
- Sint-Truiden, SMåRT
- Sint-Truiden, Museum DE MINDERE

Glasramen
- Alken Terkoest: Onze-Lieve-Vrouw Onbevlekt Ontvangenkerk (32)
- Beringen: Sint-Pietersbandenkerk (8)
- Beringen: St.-Pieter en Pauluskerk, i.s.m. Berchmans (14)
- Bilzen: Kanunnikessen van het H. Graf - Priorij Sion (4)
- Brussel: Basiliek van Koekelberg (28)
- Dilsen: Sint-Martinuskerk, i.s.m. Beinsberger (9)
- Genk: Zusters Arme Claren-Coletienen (24)
- Genk: Sint-Martinuskerk, i.s.m. Osterrath (43)
- Genk: O.L.V. van de Rozenkranskerk, i.s.m. Van Nevele (8)
- Genk: Bethaniëklooster (2)
- Genk, Hoevenzavel: St.-Jozef Werkmankerk (5)
- Hasselt: A.C.V. gebouwen: kapel (1)
- Hasselt: Virga-Jessecollege
- Hasselt: Salvatorkliniek (20)
- Heers, Klein-Gelmen:  Onze-Lieve-Vrouw-Boodschapskerk (15)
- Houthalen: Fraters van O.L.V. (3)
- Lummen: Broeders van Liefde
- Mechelen: Minderbroederskerk
- Meeuwen-Gruitrode, Ellikom: Sint-Harlindis en Relindiskerk, i.s.m. De Bruycker
- Peer: Instituut "Agnetendaal" (1)
- Riemst, Zichem-Zussen-Bolder: St.-Genovevakerk (11)
- Ronse: Kliniek Zusters van Barmhartigheid (4)
- Schaarbeek: Minderbroederskerk
- Sint-Truiden: Broeders van Liefde
- Sint-Truiden: Hotel Ri Coëme (1)
- Sint-Truiden: Tehuis voor bejaarden 't Meiland, i.s.m. Duchateau, Wilmots (3)
- Sint-Truiden: Zoutkist
- Sint-Truiden: Zusters van het H. Graf
- Tessenderlo: Heuvelheem, i.s.m. Victor van Meerbeeck (1)
- Tongeren: Grauwzusters
- Zonhoven: Zusters van Liefde van O.L.V. (2)
- Zoutleeuw, Halle-Booienhoven: St.-Bartholomeuskerk, i.s.m. Jeroen (13)

## Tentoonstellingen
Groepstentoonstellingen
- 1931: Sint-Truiden, Hotel Royal
- 1932: Sint-Truiden, Hotel Royal
- 1933: Luik, "Cercle des Beaux-Arts"
- 1934: Sint-Truiden, Hotel Royal
- 1935: Sint-Truiden, Stadhuis
- 1936: Sint-Truiden, Stadhuis
- 1938: Sint-Truiden, Stadhuis
- 1941: Sint-Truiden, Zaal Patria
- 1942: Sint-Truiden, Hotel Royal
- 1942: Ronse, zaal Carillon (13-20 september 1942)
- 1953: Zonhoven
- 1960: Sint-Truiden,Zoutkist
- 1970: Sint-Truiden, Stadhuis
- 1970: Sint-Truiden, zalen van het Seminarie
- 1972: Sint-Truiden, Stadhuis
- 1973: Sint-Truiden, Cultureel centrum De Boogaard
- 1975: Sint-Truiden, Seminarie
- 1976: Sint-Truiden, Cultureel centrum De Boogaard
- 1976: Brussel, "Schilders van vandaag"
- 1977: Oostende, "Zeven Sint-Truidense Kunstenaars"
- 1978: Sint-Truiden, Galerij Astrid (winkelgalerij)
- 1978: Oostende
- 1979: Oostende, Museum voor religieuze kunst "7x Limburg"
- 1980: Sint-Truiden, Stadsfeestzaal
- 1983: Sint-Truiden, Cultureel Centrum "Retrospectieve tentoonstelling"
- 2006: Sint-Truiden, Zoutkist "Gekleurd"

Individuele tentoonstellingen
- 1930: Sint-Truiden, Capucienenbaard
- 1932: Sint-Truiden, Hotel Royal (tweemaal)
- 1935: Sint-Truiden, Kunstkring Sint-Truiden
- 1936: Sint-Truiden, Kunstkring Sint-Truiden
- 1937: Sint-Truiden, Kunstkring Sint-Truiden
- 1939: Ronse, stadhuis
- 1941 en 1942: Ronse, eigen kunstgalerij
- 1943: Hasselt, Gouvernementsgebouw
- 1943: Sint-Truiden, Zoutkist
- 1943: Sint-Truiden, Hotel Royal
- 1970: Sint-Truiden, Kredietbank
- 1980: Sint-Truiden, Cultureel Centrum De Boogaard
- 2014: Sint-Truiden, Zoutkist "Nieuwe tijden, nieuwe visies 1914-2014"

## Trivia
- In de late jaren 50 laat Ri Coëme door architect L Smeesters een ruime modernistische woning ontwerpen met een gevel aan de Spaansebrugstraat en een gevel op de Tiense vest. In dit woonhuis met atelier werden meerdere glasramen en mozaïeken van Coëme zelf geïntegreerd.
- In 1979, na het overlijden van Ri Coëme, stelde de stad Sint-Truiden een "Prijs Ri Coëme" in voor de beste afgestudeerde student van de Akademie voor Beeldende Kunsten Sint-Truiden (inmiddels de Haspengouwse Academie Beeldende Kunsten). De prijs heet thans "Prijs van de stad Sint-Truiden".

- RKD-Nederlands Instituut voor Kunstgeschiedenis: 435129